# Championnat d'Irak de football 1978-1979
Navigation
Saison précédente Saison suivante
La saison 1978-1979 du Championnat d'Irak de football est la cinquième édition de la première division en Irak, l' Iraqi Premier League. Elle regroupe, sous forme d'une poule unique, les treize meilleures équipes du pays qui se rencontrent une seule fois. En fin de saison, les deux derniers du classement sont relégués et remplacés par le meilleur club de Second League.
C'est le club d'Al-Zawra'a SC qui remporte le championnat cette saison après avoir terminé en tête du classement final, avec quatre points d'avance sur quatre autres clubs, dont le tenant du titre, Al Mina'a Bassora. C'est le troisième titre de champion d'Irak de l'histoire du club, qui réalise un nouveau doublé en s'imposant en finale de la Coupe d'Irak, face à Al Jaish Bagdad.

## Les clubs participants
| - Al Tayaran Bagdad - Al Sina'a Bagdad - Al Shorta Bagdad - Al-Zawra'a SC - Talaba SC - Tijara FC - Thawra FC | - Al Shabab Bagdad - Promu de D2 - Al Ittihad Bassora - Al Mina'a Bassora - Al-Amana Bagdad - Al Jaish Bagdad - Salahaddin FC |

## Compétition
Le barème de points servant à établir les classements se décompose ainsi :
- Victoire : 2 points
- Match nul : 1 point
- Défaite : 0 point

### Classement
| Rang | Équipe             | Pts | J  | G | N | P  | Bp | Bc | Diff |
| ---- | ------------------ | --- | -- | - | - | -- | -- | -- | ---- |
| 1    | Al-Zawra'a SCC     | 19  | 12 | 7 | 5 | 0  | 22 | 5  | +17  |
| 2    | Al Shorta Bagdad   | 15  | 12 | 5 | 5 | 2  | 19 | 10 | +9   |
| 3    | Talaba SC          | 15  | 12 | 6 | 3 | 3  | 17 | 11 | +6   |
| 4    | Al Mina'a BassoraT | 15  | 12 | 5 | 5 | 2  | 15 | 9  | +6   |
| 5    | Al Tayaran Bagdad  | 15  | 12 | 4 | 7 | 1  | 15 | 9  | +6   |
| 6    | Al Jaish Bagdad    | 13  | 12 | 5 | 3 | 4  | 10 | 10 | 0    |
| 7    | Al Sina'a Bagdad   | 13  | 12 | 4 | 5 | 3  | 13 | 15 | -2   |
| 8    | Al Shabab BagdadP  | 11  | 12 | 3 | 5 | 4  | 10 | 13 | -3   |
| 9    | Tijara FC          | 11  | 12 | 4 | 3 | 5  | 9  | 14 | -5   |
| 10   | Al-Amana Bagdad    | 11  | 12 | 4 | 3 | 5  | 13 | 19 | -6   |
| 11   | Salahaddin FC      | 8   | 12 | 2 | 4 | 6  | 10 | 15 | -5   |
| 12   | Al Ittihad Bassora | 7   | 12 | 2 | 3 | 7  | 7  | 13 | -6   |
| 13   | Thawra FC          | 3   | 12 | 1 | 1 | 10 | 12 | 29 | -17  |

|  | Champion d'Irak 1979                                                 |
|  | Relégation directe en deuxième division                              |
|  | T : Tenant du titre C : Vainqueur de la Coupe d'Irak P : Promu de D2 |

## Bilan de la saison
| Championnat d'Irak de football 1978-1979 |                          |
| Champion                                 | Al-Zawra'a SC (3e titre) |
| Coupes et trophées                       |                          |
| Vainqueur de la Coupe d'Irak 1978-1979   | Al-Zawra'a SC            |
| Promotions et relégations                |                          |
| Promus en Iraqi Premier League           | Bahri FC                 |
| Relégués en Iraqi Second League          | Al Ittihad Bassora       |
| Relégués en Iraqi Second League          | Thawra FC                |